# Archie Savage
Archie C. Savage, né le 19 avril 1914 à Norfolk en Virginie et mort le 4 février 2003 à Los Angeles en Californie, est un danseur, un acteur et un chorégraphe américain.

## Biographie
Archie Savage a grandi à Harlem. Il obtient son premier engagement comme danseur au milieu des années 1930 dans la troupe de Hemsley Winfield (en), avant de passer en 1939 dans la troupe de Katherine Dunham, où il pratique pendant plusieurs années la danse afro-cubaine. En plus des contrats de danse pour la troupe, il participe à cinq productions pour Broadway, parmi lesquelles South Pacific en 1949, ainsi qu'à quelques films.
À environ quarante ans, il arrête cette activité et se consacre à la chorégraphie dans sa propre troupe et à son travail d'acteur. Au début, il incarne des chefs de tribu africains, avant de déménager en Allemagne et en Italie, où il participe à une vingtaine de films en tant qu'acteur ou chorégraphe, parmi lesquels La dolce vita de Federico Fellini, mais aussi de nombreux films d'aventure ou de science-fiction d'Antonio Margheriti.
Lorsqu'il atteint la soixantaine, il se retire de la vie active et enseigne aux États-Unis à ses collègues plus jeunes.

## Filmographie complète

### En tant qu'acteur
- 1941 : Carnival of Rhythm (court-métrage) de Stanley Martin
- 1942 : Six destins (Tales of Manhattan) de Julien Duvivier
- 1943 : Un petit coin aux cieux (Cabin in the Sky) de Vincente Minnelli et Busby Berkeley
- 1944 : Jammin' The Blues (court-métrage documentaire) de Gjon Mili - également compositeur
- 1944 : Broadway Rhythm de Roy Del Ruth
- 1952 : Ramar of the Jungle (Série TV)
- 1954 : Le roi des îles (His Majesty O'Keefe) de Byron Haskin et Burt Lancaster
- 1954 : Carmen Jones d'Otto Preminger
- 1954 : Vera Cruz de Robert Aldrich
- 1955 : Panther Girl of the Kongo de Franklin Adreon
- 1955 : Jungle Jim (Série TV)
- 1956 : Feuilles d'automne (Autumn Leaves) de Robert Aldrich
- 1956 : Les dix commandements (The Ten Commandments) de Cecil B. DeMille
- 1957 : Racket dans la couture (The Garment Jungle) de Vincent Sherman et Robert Aldrich
- 1957 : Cette nuit ou jamais (This Could be the Night) de Robert Wise
- 1958 : Pacifique Sud (South Pacific) de Joshua Logan
- 1958 : Bühne frei für Marika (de) de Georg Jacoby
- 1959 : Nuits d'Europe (Europa di notte) (documentaire) d'Alessandro Blasetti
- 1960 : La dolce vita de Federico Fellini
- 1960 : Le Vainqueur de l'espace (Space Men) d'Antonio Margheriti
- 1960 : Ragazza mia (Série TV)
- 1961 : Le Voleur de Bagdad (Il ladro di Bagdad) de Bruno Vailati et Arthur Lubin
- 1961 : Nuits frénétiques (Tropico di notte) (documentaire) de Renzo Russo
- 1962 : Boccace 70 (Boccaccio '70) de Vittorio De Sica, Federico Fellini et Mario Monicelli
- 1962 : Bande de lâches (Un branco di vigliacchi) de Fabrizio Taglioni
- 1963 : Sexy super interdit (Sexy proibitissimo) (documentaire) de Marcello Martinelli
- 1964 : Sambo contre les hommes-léopards (Tarzak contro gli uomini leopardo) de Carlo Veo
- 1965 : Le piccole volpi (TV) de Vittorio Cottafovi
- 1966 : Les criminels de la galaxie (I criminali della galassia) d'Antonio Margheriti
- 1966 : La Guerre des planètes (I diafanoidi vengono da Marte) d'Antonio Margheriti
- 1966 : Porgy in Wien (TV) de Jörg A. Eggers
- 1967 : La mort était au rendez-vous (Da uomo a uomo) de Giulio Petroni
- 1967 : Gungala, la vierge de la jungle (Gungala la vergine della giungla) de Romano Ferrara
- 1969 : Cinq Fils de chien (5 figli di cane) d’Alfio Caltabiano
- 1970 : Carnet de notes pour une Orestie africaine (Appunti per un'Orestiade africana) (documentaire) de Pier Paolo Pasolini

### En tant que chorégraphe
- 1943 : Un petit coin aux cieux (Cabin in the Sky) de Vincente Minnelli et Busby Berkeley
- 1955 : L'homme du Kentucky (The Kentuckian) de Burt Lancaster
- 1959 : Le fils du corsaire rouge (Il figlio del corsaro rosso) de Primo Zeglio
- 1962 : Sodome et Gomorrhe (Sodom and Gomorrah) de Robert Aldrich
- 1964 : Hercule contre les fils du soleil (Ercole contro i figli del sole) de Osvaldo Civirani
- 1964 : Le cocu magnifique (Il magnifico cornuto) de Antonio Pietrangeli
- 1965 : Les poupées (Le bambole) de Mauro Bolognoni, Luigi Comencini et Dino Risi
- 1966 : Les criminels de la galaxie (I criminali della galassia) d'Antonio Margheriti
- 1966 : La Guerre des planètes (I diafanoidi vengono da Marte) d'Antonio Margheriti
- 1966 : La Planète errante (Il pianeta errante) d'Antonio Margheriti